# Copernicia cowellii
Copernicia cowellii là loài thực vật có hoa thuộc họ Arecaceae. Loài này được Britton & P.Wilson mô tả khoa học đầu tiên năm 1914.